# Smith-Nunatak
Der Smith-Nunatak ist ein Nunatak im ostantarktischen Mac-Robertson-Land. In der Athos Range der Prince Charles Mountains ragt er unmittelbar südöstlich des Mount Starlight auf. Besonderes Merkmal ist ein Gebirgskamm, der sich von ihm über eine Länge von 3 km in nördlicher Richtung erstreckt.
Luftaufnahmen der Australian National Antarctic Research Expeditions aus dem Jahr 1965 dienten seiner Kartierung. Das Antarctic Names Committee of Australia benannte ihn nach James C. Smith, Dieselaggregatmechaniker auf der Wilkes-Station im Jahr 1960.